# Radovan Karadžić
Radovan Karadžić (sinh 19 tháng 6 năm 1945 tại làng Petnjica, xã Šavnik, Nam Tư, bây giờ thuộc Montenegro) là bác sĩ tâm thần, cựu tổng thống của Cộng hòa Srpska.
Ngày 21 tháng 7 năm 2008, Karadžić bị chính quyền Serbia bắt và cho dẫn độ sang Hà Lan. Sau hơn 7 năm giam giữ Tòa án Hình sự Quốc tế về Nam Tư cũ kết án ông 40 năm tù vì các tội ác chiến tranh trong Chiến tranh Bosnia, tội ác chống lại loài người liên quan tới chiến dịch khủng bố khi bao vây thành phố Sarajevo khiến gần 12.000 người bị thiệt mạng và tội diệt chủng trong vụ thảm sát Srebrenica, nơi lực lượng người Serbia ở Bosnia đã thảm sát hơn 7.000 người đàn ông và thiếu niên Hồi giáo Bosnia.

## Tiểu sử
Karadžić theo gia đình chuyển từ Montenegro tới thành phố Sarajevo vào năm 1960, lúc ông được 15 tuổi. Ở đây ông học lấy bằng tú tài, sau đó theo học đại học y khoa. Sau khi tốt nghiệp vào năm 1971, ông làm việc tại nhà thương Sarajevo với tư cách là một bác sĩ tâm thần.

Năm 1975 ông được học bổng một năm tại trường Columbia University in New York, sau đó về mở phòng mạch riêng tại Pale. Tới năm 1983 ông được nhận làm bác sĩ cho đội bóng đá Sao Đỏ Belgrade, rồi làm việc cho cả đội FC Barcelona.

## Sự nghiệp chính trị
Khi chế độ độc đảng tại Nam Tư chấm dứt vào năm 1990, đảng Dân chủ Serbia tại Bosna và Hercegovina được thành lập, Karadžić được bầu làm chủ tịch.

Vào ngày 25. Januar 1992 quốc hội Bosnia quyết định là sẽ trưng cầu dân ý về sự độc lập của nước Bosnia. Điều này được Karadžić cho là đã khiêu chiến với người Serbia.
Vào ngày 29 tháng 2 và 1 tháng 3 năm 1992 một cuộc trưng cầu dân ý về sự độc lập của Bosnia và Herzegovina tách ra khỏi Nam Tư được tổ chức. Số người đi bầu là 64% và 98% trong số đó đã bỏ phiếu thuận. Vào ngày 6 tháng 4 năm 1992, Bosnia được Liên hiệp quốc công nhận là một nước độc lập. Karadžić sau đó tuyên bố hình thành chính phủ độc lập Cộng hòa Srpska ở Bosnia và được bầu làm tổng thống vào ngày 13 tháng năm 1992 tại Pale.

## Chiến tranh Bosnia
Tranh cãi chính trị leo thang thành Chiến tranh Bosnia, diễn ra cho đến mùa thu năm 1995. Theo một số phán quyết của Tòa án Tội phạm Quốc tế ở Nam Tư cũ (International Criminal Tribunal for the former Yugoslavia) (ICTY), các lực lượng của người gốc Serbia đã tiến hành thanh lọc sắc tộc trong các lãnh thổ mà họ họ dự định thành lập một nhà nước thuần nhất về dân tộc là Cộng hòa Srpska. Cuộc chiến kết thúc với việc ký kết các Thỏa ước trong đó công nhận Cộng hòa Srpska là một trong hai bộ phận có tính chính trị-lãnh thổ và hạn chế các chức năng có tính chính quyền và quyền lực của cả hai thực thể. Đường biên giới giữa hai thực thể đã được vạch ra theo quy định của thỏa ước.